# セイヒョー
株式会社セイヒョー（英: Seihyo Co.,Ltd.）は、新潟県新潟市北区に本社を置く、主に新潟県内でアイスクリーム、氷菓などの製造・販売を行っている企業である。
氷菓以外には笹団子を始めとする和菓子、学校給食用デザート、角氷・砕氷なども取り扱っている。

## 生産拠点
- 新潟工場 - 新潟県新潟市北区
- 三条工場 - 新潟県三条市
- 佐渡工場 - 新潟県佐渡市

## 沿革
- 1916年3月 - 新潟製氷株式会社として発足。翌年より清涼飲料水の販売を開始。
- 1925年5月 - 日本製氷冷蔵株式会社を吸収合併。
- 1949年7月 - 新潟証券取引所に上場。
- 1950年9月 - 商号を新潟製氷冷凍株式会社に変更。
- 1961年2月 - 氷菓の製造を開始。
- 1995年9月 - 商号を現在の株式会社セイヒョーに変更。
- 2000年3月 - 新潟証券取引所の廃止により東京証券取引所市場第2部へ移行。証券コード2872。
- 2007年2月 - 新潟工場に資材倉庫を増設。
- 2007年3月 - 佐渡工場の氷菓及び製氷製造設備入替。三条工場に和菓子製造専門工場増設。
- 2009年12月 - 新潟工場においてISO22000：2005認証取得
- 2011年12月 - 三条工場においてISO22000：2005認証取得。
- 2015年4月 - 豊栄工場敷地内にアンテナショップ「もも太郎ハウス」オープン[1]。
- 2015年7月 - 佐渡工場での氷菓・和菓子の製造を中止。
- 2016年3月 - 創業100周年を迎える[1]。
- 2022年4月 - 株式会社Wealth Brothersと資本提携契約を締結[2]。

## 主な製品
- もも太郎

かき氷バー。名称は「もも太郎」だが、イチゴ味である。基本的に新潟県のみの販売だが、6本パック×6セットや50本セットが同社ウェブショップで購入可能。なお、もも太郎は同じ新潟県内の企業である「第一食品株式会社」が同一商品名のかき氷バーを製造・販売している。
- 金太郎

もも太郎の姉妹品としてセイヒョーが開発したもので、アズキ味のかき氷バー。
- ビバオール

イチゴ味のアイスバー。中にイチゴ味のジャムが入っている。かつて仙台市の食品メーカー「しまかげ」が製造していた商品を復刻したもの。2017年からは『ビバリッチ』へと名前を変更している。
- ももえちゃん (夏季限定商品)

2013年に「ももえちゃん ピーチ味」として発売され、毎年味を変えて発売されている。
- 笹団子

主に同社の三条工場で製造されている。主に頒布会カタログなどで販売されている。
- アイスキャンデー
- 手作り風ソフト
- カップ氷

このほか、明治乳業のアイスクリームをOEM製造しているが、同社とのOEM契約は2010年3月31日をもって満了し、代わって同年4月1日から森永乳業とのOEM契約により、一部製品の製造を受託している。また自社ブランド製品の強化に重点を置くなど経営戦略の転換を進めている。

### かつての製品
- ミナトシトロン
- うらしま亀太郎

もも太郎の姉妹品で、珍しい柿味のかき氷バー。柿ペーストが使用されている。
- 3太郎

「もも太郎」「金太郎」「うらしま亀太郎」をセットにしたファミリーパック。「3太郎」とは前述の「～太郎」3人を指し、彼らを主人公とした佐渡島が舞台の物語がCMやパッケージで描かれている。